# Römische Villa in Botzdorf
Die Römische Villa in Botzdorf ist eine Villa rustica aus dem ersten Jahrhundert n. Chr. im Ortsteil Botzdorf der Stadt Bornheim im Rhein-Sieg-Kreis. Sie wird auch Villa Fortuna genannt, nach einer bei den Ausgrabungen entdeckten Statue der Fortuna.
Die Überreste der Villa wurden 2002 in einem Neubaugebiet entdeckt und vom Rheinischen Amt für Bodendenkmalpflege freigelegt. Seit Frühjahr 2014 kann ein Teil der Anlage besichtigt werden. Eine überdachte Umzäunung schützt das gut erhaltene römische Bad vor Witterung und Vandalismus.